# Paralcis glareosaria
Paralcis glareosaria är en fjärilsart som beskrevs av Ludwig Carl Friedrich Graeser 1889. Paralcis glareosaria ingår i släktet Paralcis och familjen mätare. Inga underarter finns listade i Catalogue of Life.